# Wunderland Kalkar

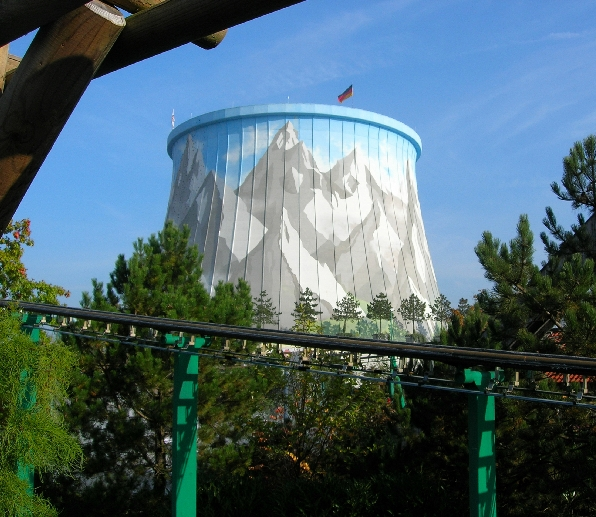
De voormalige koeltoren (klimwand)

Wunderland Kalkar (tot 2005: Kernwasser-Wunderland) is een recreatiecomplex in Kalkar, Duitsland. Het is sinds 1995 gevestigd in de nooit als elektriciteitscentrale in gebruik genomen kweekreactor Kalkar.
De eigenaar van het complex was tot 1 augustus 2022 de Nederlandse zakenman Hennie van der Most, die meerdere attractieparken bezat, veelal op locaties die oorspronkelijk voor een ander doel gebouwd werden. 
Kernie's Familienpark, een attractiepark voor families met kinderen, is een groot onderdeel van het complex Wunderland Kalkar, dat verder onderdak biedt aan een hotel, bars, eetgelegenheden, evenementenlocaties en vergaderzalen. Het zakenconcept van Kernie's Familienpark kenmerkt zich door een eenmalige all in entreeheffing waarna onbeperkt gebruik van de attracties en eten en drinken inclusief zijn.
Het gehele complex ontvangt jaarlijks zo'n 600.000 bezoekers. Er vinden op het terrein ook evenementen plaats zoals beurzen, markten en congresssen.
Sinds augustus 2022 is de Utrechtse recreatiegroep DeFabrique Holding de eigenaar van het complex. Deze groep bezit ook onder meer Twente Airport en DeFabrique.

## Attracties

### Beperkte opsomming van de faciliteiten van Wunderland Kalkar
- Hotel
- Restaurant
- Tennisbanen

### Beperkte opsomming van de attracties van Kernie's Familiepark
- Achtbaan
- Wildwaterbaan
- Disk'O
- Diverse draaimolens, waaronder:
  - Theekopjesattractie en mini theekopjes
  - Sky flyer (zweefmolen in de koeltoren)
  - Zweefmolen
- Kleine kartbaan
- Klimwand aan de koeltoren
- Reuzenrad (staat op een ander gebouw, waardoor het reuzenrad nog hoger is)
- Atlantis, een condor (attractietype)
- Boot van Kernie, een Rockin' Tug
- Piraat, een schommelschip